# حسین رفیعی (روحانی)
حسین رفیعی (زاده ۱۳۵۶ در اهواز) معاون امور طلاب و دانش آموختگان مرکز مدیریت حوزه‌های علمیه است که با کسب ۲۷۵۰۱۰ رای بعنوان نماینده استان خوزستان در ششمین دوره مجلس خبرگان رهبری انتخاب شد.